# Opuntia puberula
Opuntia puberula är en kaktusväxtart som beskrevs av Louis Ludwig Karl Georg Pfeiffer. Opuntia puberula ingår i släktet fikonkaktusar, och familjen kaktusväxter. Inga underarter finns listade i Catalogue of Life.